# Waldemar von Oriola
Waldemar Joachim Freimund Graf von Oriola (* 27. August 1854 in Bonn; † 17. April 1910 in Berlin) war ein deutscher Politiker (Nationalliberale Partei).

## Leben

### Herkunft
Waldemar war Angehöriger der preußischen Grafen von Oriola. Er war der älteste Sohn des preußischen Kammerherrn und späteren Generalleutnants Eduard von Oriola und dessen Ehefrau Maximiliane, geborene von Arnim. Sie war eine Tochter des Dichterpaares Achim und Bettina von Arnim. Sein jüngerer Bruder Joachim wurde später Marineoffizier und Militärattaché.

### Politik
Oriola studierte Rechtswissenschaften in Berlin und arbeitete als Rechtsreferendar bei der Provinzialregierung in Wiesbaden. Er war Mitglied des Kreistags sowie des Kreisausschusses des Landkreises Friedberg sowie des Provinzialtages der Provinz Oberhessen. Von 1893 bis 1910 saß Oriola schließlich als Abgeordneter der Nationalliberalen Partei im Reichstag. Er war Abgeordneter des Wahlkreises Großherzogtum Hessen 2 (Friedberg–Büdingen). Weiterhin war er 1887 bis 1904 für den Wahlkreis Vilbel Abgeordneter in den Landständen des Großherzogtums Hessen, Mitglied des hessischen Landwirtschaftsrates und gehörte dem ersten Denkmalrat an, der aufgrund des 1902 im Großherzogtum Hessen erlassenen neuen Denkmalschutzgesetzes, des ersten modernen Denkmalschutzgesetzes in Deutschland, zusammentrat.

### Familie
Am 18. Dezember 1880 heiratete er Anna Maria Berna, geborene Christ (1845–1915), Witwe des hessischen Rittergutsbesitzers Georg Berna.
Anna Maria von Oriola gab im April 1880 bei Arnold Böcklin die zweite Version des später weltbekannten Gemäldes Toteninsel in Auftrag.
Das Ehepaar lebte auf Schloss Büdesheim nordöstlich von Frankfurt am Main.
Um 1885 ließ Oriola auf dem Gelände der alten Schlossanlage vom Architekten Gabriel von Seidl das Neue Schloss errichten.